# Droga nr 669 (Izrael)
Droga regionalna nr 669 (hebr. 669 כביש) – droga regionalna położona w Dolnej Galilei, na północy Izraela. Biegnie ona z kibucu Bet ha-Szitta do drogi nr 90. Pełni w ten sposób rolę południowo-zachodniej obwodnicy miasta Bet Sze’an.

## Przebieg
Droga nr 669 przebiega przez Poddystrykt Jezreel w Dystrykcie Północnym Izraela. Biegnie równoleżnikowo z zachodu na wschód, od kibucu Bet ha-Szitta do drogi nr 90, pełniąc rolę południowo-zachodniej obwodnicy miasta Bet Sze’an.

### Dolina Charod
Swój początek bierze przy kibucu Bet ha-Szitta w południowej części Doliny Charod. Znajduje się tutaj skrzyżowanie ha-Szita z drogą nr 71, którą jadąc na północny zachód dojeżdża się do kibucu Bet ha-Szitta i dalej do miasta Afula, lub na południowy wschód dojeżdża się do kibucu Sede Nachum. Stąd droga nr 669 kieruje się w kierunku południowym, przejeżdża niewielkim mostkiem nad okresowym strumieniem i mija położony po stronie wschodniej pas startowy wykorzystywany przez samoloty rolnicze. Następnie przejeżdża mostem nad rzeką Charod i mija położone po obu stronach drogi stawy hodowlane. Po pokonaniu 2 km, u podnóża wzgórz Gilboa wykręca łagodnym łukiem na południowy wschód i dociera do skrzyżowania z lokalną drogą, która prowadzi do położonego na południu kibucu Chefci-Bah oraz Parku Narodowego Synagogi Bet Alfa. Droga nr 669 wiedzie dalej wśród uprawnych pól na wschód, omija łagodnym łukiem Instytut Edukacyjny Gilboa i dociera do skrzyżowania umożliwiającego zjechanie do położonego na południowym zachodzie kibucu Bet Alfa. Niecały kilometr dalej jest skrzyżowanie z prowadzącą na południe drogą nr 6666. Prowadzi ona przy kamieniołomach w masyw Wzgórz Gilboa, do skrzyżowania z drogą nr 667 przy kibucu Ma’ale Gilboa. Natomiast droga nr 669 wiedzie dalej na południowy wschód i po pół kilometrze dociera do Doliny Bet Sze’an.

### Dolina Bet Sze’an
Jest tutaj zjazd do położonego na południe od drogi Parku Narodowego Gan ha-Szelosza. Ponad kilometr dalej jest zjazd do kibucu Nir Dawid, za którym droga wykręca na południe i omija położone na wschodzie stawy hodowlane. Przez cały ten czas jedzie wzdłuż granicy kibucu Nir Dawid, po czym przejeżdża mostkiem nad strumieniem Amal i wykręca na wschód. Znajduje się tutaj skrzyżowanie z drogą nr 6667, która prowadzi na wschód do kibucu Mesillot i dalej do miasta Bet Sze’an. Natomiast droga nr 669 wykręca tutaj na południowy wschód i jako obwodnica omija miasto Bet Sze’an od południowego zachodu i południa. Zaraz za skrzyżowaniem droga przejeżdża mostkiem nad strumieniem Kibucim, przy którym znajduje się parking. Droga prowadzi dalej wzdłuż tego strumienia mijając położony po jego północnej stronie kibuc Mesillot. Kilometr dalej znajduje się skrzyżowanie umożliwiające zjazd do tego kibucu. Po kolejnym kilometrze dociera się do położonego na południe od drogi kibucu Reszafim. Mija się tutaj położone na północ od drogi stawy hodowlane. Kawałek dalej droga wykręca na wschód i dociera do położonego na południu kibucu Szeluchot. Za kibucem mija się dużą plantację palm i dociera do skrzyżowania Szeluchot z drogą nr 90. Na tym skrzyżowaniu droga nr 669 kończy swój bieg. Jadąc drogą nr 90 na północ dojeżdża się do kibucu En ha-Naciw i dalej do miasta Bet Sze’an, lub na południe dojeżdża się do moszawu Rechow.